# شانون بيفيريدغ
شانون بيفيريدغ (بالإنجليزية: Shannon Beveridge)‏ هي ممثلة أمريكية، ولدت في 19 مارس 1992 في كارولتون في الولايات المتحدة.

## وصلات خارجية
- شانون بيفيريدغ على موقع IMDb (الإنجليزية)